# Bailey Jay
Bailey Jay   (Richmond, 5 de novembre de 1988) nom artístic de Bryan Granger, és una model de glamur, podcaster i actriu pornogràfica transsexual estatunidenca. Es va fer famosa ràpidament gràcies al mem Line Trap durant l'esdeveniment Otakon '07. Temps després va començar una carrera en la moda i en la pornografia.

## Line Trap
Line Trap, traduïble al català com a Parany de línia, és un famós mem que va començar en el lloc web 4chan dels Estats Units l'any 2007. Aquest fenomen consisteix en un vídeo i un grup de fotos sobre la transsexual adolescent Bailey Jay. El fenomen Line Trap es va iniciar en la convenció d'anime Otakon '07. Durant l'espera, una adolescent anomenada Bailey Jay Griffin, segons la seva pàgina oficial de Facebook, va saltar de la fila i es va treure la seva brusa, mostrant el seu pit, durant un moment els joves espectadors van començar a cridar Trap, Trap, Trap (una referència a la històrica frase de la pel·lícula Star Wars, It's A Trap), en apropar-se un coordinador de l'esdeveniment, Granger li va exclamar ...It's okay, I'm a boy! Seriously... (Sóc un home, de debò).
Durant el transcurs de l'esdeveniment, diverses fotos i videos de l'incident es van filtrar per Internet, i especialment en el lloc de pujada de fotos 4chan, creant una broma pràctica sobre la base de l'aspecte femení de Bailey Jay.

## Carrera
Va debutar en la indústria pornogràfica en 2010, a l'edat de 22 anys. Va aconseguir fer-se amb els Premis AVN en els anys 2011 i 2012 i amb el guardó a l'Artista transsexual de l'any. En l'any 2016 va tornar a estar nominada en els Premis AVN en la categoria de Millor escena de sexe transsexual per la pel·lícula Trans Lesbians. A més de la seva faceta com a actriu porno, Bailey Jay també es dedica a pujar diversos podcasts.

## Premis i nominacions
| Any  | Cerimònia                  | Premi                                      |
| ---- | -------------------------- | ------------------------------------------ |
| 2011 | Premis AVN                 | Artista transsexual de l'any               |
| 2012 | Premis AVN                 | Artista transsexual de l'any               |
| 2012 | Nightmoves                 | Best Transexual Performer                  |
| 2012 | Tranny Awards              | Best Internet Personality                  |
| 2012 | Premis XBIZ                | Artista transsexual de l'any               |
| 2013 | The Fannys                 | Transsexual Performer of the Year          |
| 2013 | Tranny Awards              | Best Internet Personality                  |
| 2015 | Transgender Erotica Awards | Best Sol Performer                         |
| 2015 | Transgender Erotica Awards | Best Sol Website                           |
| 2015 | Transgender Erotica Awards | Best Internet Personality                  |
| 2016 | Premis AVN                 | Estel mainstream de l'any                  |
| 2016 | Premis AVN                 | Millor escena de sexe transsexual          |
| 2016 | Premis AVN                 | Premi dels fans: Millor actriu transsexual |
| 2017 | Premis AVN                 | Premio fan: Estel mediàtic                 |